# Balatonbozsok
Balatonbozsok (régen Bozsok) egykor önálló község, 1966 óta Enying része.

## Története
Balatonbozsok régi település volt Veszprém vármegyében. Pred. Bosus néven már 1082-ben szerepel a neve írott forrásokban. 1435-ben a Fejérvári egyház birtokában volt. Az 1488-as évben egytelkes nemesek lakták. A török időkben elpusztult, de a 17. század elején már ismét virágzó egyháza volt. Birtokosai a Jankovics család és más kisebb nemesek voltak. Az 1848-as szabadságharcban részt vettek a balatonbozsokiak is. Leshegy alatt várták Jelačić  seregét. Bozsok nemesurak fészke volt, kevés volt a parasztság, ezért a Bakonyból hoztak munkásokat aratásra, nyomtatásra. Az 1828-as évben 400 fő lakosa volt, a földművelés mellett virágzott a takács céhmesterség. A kiegyezésig Balatonbozsok volt a járásszékhely, illetékessége alá tartozott Enying is.
A „Budai Posta út” Bozsokon vezetett keresztül. Míg a dombóvári vasútvonal nem épült meg, addig Bozsokon keresztül szállították a gabonát délről Veszprémbe. Bozsokon volt az átutazók pihenőhelye. Minden harmadik ház vendégfogadó volt ebben az időben. Az utolsó két beszálló vendéglő az 1930-as években szűnt meg.
Temploma Árpád-kori, a 64-es úttól nyugatra levő dombon áll. A törökök a tetőzetét lerombolták, majd a lakosság később új tetőt épített rá. Az ablakmélyedések eredetiek. Nyolcvan centiméter vastag fala kőből épült. A templom melletti dombon volt az első település, egészen a török időkig. Szántáskor épületmaradványok és török időkből származó sarkantyúk kerültek elő.
A mai település gerince a 64-es főút mentén húzódik. A törökök kiűzése után a mai gerincvonalon indult fejlődésnek a község. Itt épültek lakóházak, majd amikor a község járási székhellyé vált, a jelenlegi Fő utca 37. számú épület helyén volt a főszolgabírói hivatal, a járásbíróság pedig a Fő utca 27. számú ház helyén.
A második világháború után a 64-es úttal párhuzamosan keletre alakultak ki a Mikszáth Kálmán és a Gárdonyi utcák. Ezek az úgynevezett „FAGI”-házak (1945. évi kedvezményes házhely-juttatások). Majd ezután ugyancsak a Virág utca, párhuzamosan a 64-es úttal. A Fő utcától nyugatra nyílik a Kertalja utca, keltre pedig a Kun Béla, Arany János és Móra Ferenc utcák. Az utóbbi négy utca az 1950-es–60-as években alakultak ki.
1966. év október 1-jén közigazgatásilag Enyinggel egyesült. és azóta már majdnem teljesen összeépült.

## Nevezetes személyek
- Pompéry Béla jogász
- Itt született Falusi Károly (1924–2003) magyar tsz-elnök, országgyűlési képviselő